# 파니니 (샌드위치)
파니니(이탈리아어: panini) 또는 파니노(이탈리아어: panino)는 바케트나 이탈리아 빵에 고기나 살라미, 살루미, 치즈, 햄, 샐러드 등을 넣어서 만드는 샌드위치로 일종의 서브머린 샌드위치에 속한다. 이탈리아의 노동자들이 일하던 중간에 먹던 것에서 유래하였다고 한다.
파니니에 주로 사용되는 빵은 치아바타나 미케타이며, 프란세시니를 사용한다.
지역에 따라 속에 넣는 재료를 달리 하기 때문에 많은 종류의 파니니가 있다. 예를 들어 베네치아에서는 칠면조고기와 치즈를 주로 넣는다.

## 어원
이름의 유래는 파니노(Panino)에서 비롯되었다. 빵을 의미하는 단어인 (Pane)에 작다는 것을 뜻하는 접미사 '~ino'를 뜻하는 말로 파니노의 복수형이 파니니이다. 원래 파니니의 정확한 의미는 '파니노 임보티토(panino imbottito)'였다.

## 역사
1956년에 처음으로 파니니가 미국에서 언급되었고 16세기 이탈리아 요리 책에 처음으로 등장했고 1970년대와 1980년대에는 ‘paninoteche’라고 불리는 밀라노의 술집에서 샌드위치로 유행되었다. 유행에 민감한 미국 식당들은 파니니를 판매하기 시작했으며, 다양한 도시에서 독특한 형태의 파니니가 나타났다.

## 같이 보기
- 샌드위치 목록
- 샌드위치